# Пауэлл, Джордж
Джордж Пауэлл (англ. George Powell, 1794, Лондон — 1824, Тонга) — английский моряк, — охотник на тюленей, исследователь и натуралист-любитель. Первооткрыватель (вместе с Натаниэлем Палмером) Южных Оркнейских островов.

## Плавания в Антарктику
В августе 1818 года в возрасте 23 лет Джордж Пауэлл впервые отправился в Антарктику в качестве капитана 53-тонного шмака Dove (Голубь) от Лондонской компании Daniel Bennett & Sons. Он вернулся в Лондон в июле 1819 года с 1290 бочками тюленьего жира и 11385-ю тюленьими шкурами, которые добыл, предположительно, в Южной Георгии или на архипелаге Кергелен. 4 сентября этого же года Пауэлл вновь отправился в Антарктику, но уже как капитан 132-тонного шлюпа Eliza. Во время этого плавания во время захода в Рио-де-Жанейро в начале января 1821 года, он, предположительно, мог узнать об открытии Уильямом Смитом Южных Шетландских островов, поскольку вернулся уже с добычей 18000 шкур.
В 1821 году Пауэлл возглавил третье плавание на юг (на кораблях Eliza (под его командованием) и Dove (капитан Джон Райт)). 9 ноября суда достигли Южных Шетландских островов, где нашли удобную стоянку для промысла на северной стороне острова Роберт в бухте Clothier Harbor. Там Пауэлл взял под своё командование Dove, оставив Eliza под началом Райта, и отправился на ней на поиски новых тюленьих угодий (в тот год число промысловиков резко возросло на фоне уменьшения поголовья тюленей). Он дошёл до острова Элефант, и, решив, что на нём можно добыть больше тюленей, вернулся за дополнительным экипажем. Однако оказалось, что остров не богат на тюленей, и вместе Натаниэлем Палмером — капитаном 80-тонного шлюпа James Monroe из промысловой флотилии Бенджамина Пендлтона (англ. Benjamin Pendleton), с которым встретился у острова, он решил пройти дальше на восток. 6 декабря ими была открыта новая земля, а остров, на котором Пауэлл сделал первую высадку, был причислен к владениям Британии и назван Коронейшен — в честь коронации короля Великобритании Георга IV.
Палмер, заинтересованный исключительно тюлениной, не стал задерживаться на вновь открытом архипелаге, и 13 февраля ушёл на запад. Пауэлл оставался на островах до 26 февраля. В августе 1922 года он вернулся в Лондон. За время плавания он составил подробнейшую карту вновь открытого архипелага, которая включала сведения о погоде, якорных стоянках, мелях, рифах, промерах глубин, столь необходимых для плавания в этих опасных водах.
Джордж Пауэлл был убит в 1824 году на островах Тонга, где оказался в качестве капитана Rambler из флотилии Samuel Enderby & Sons.